# جولیان شوئرت
جولیان شوئرت (انگلیسی: Julian Schauerte؛ زادهٔ ۲ آوریل ۱۹۸۸) بازیکن فوتبال اهل آلمان است.
از باشگاه‌هایی که در آن بازی کرده‌است می‌توان به باشگاه فوتبال اس‌وی زاندهاوزن و باشگاه فوتبال فورتونا دوسلدورف اشاره کرد.